# Di chỉ Lang Rongrien
Di chỉ Lang Rongrien là một hang động và địa điểm khảo cổ quan trọng ở tỉnh Krabi miền nam Thái Lan.

## Phát hiện
Hang động được phát hiện vào năm 1982 tại một vùng núi đá vôi. Một năm sau đó Douglas Anderson từ Đại học Pennsylvania đến khảo sát. Di chỉ Lang Rongrien là nơi duy nhất ở Thái Lan, trong đó cung cấp một cái nhìn sâu sắc về người tiền sử Homo erectus và điều kiện môi trường của họ 30 Ka BP (Kilo annum before present: ngàn năm trước).
Các hang động nằm trong một cảnh quan ngoạn mục ở phía bắc của thủ phủ tỉnh Krabi, với nhiều vách đá dốc và nhiều hang động khác. Mái đá có thảm thực vật dày đặc. Di chỉ Lang Rongrien nằm ở phía đông của ngọn đồi gần đường cao tốc số 1016, khoảng 15 km về phía bắc-tây bắc của tỉnh lỵ của Krabi.

## Nghiên cứu khảo cổ
Anderson tìm thấy tàn dư than có tuổi 38 - 27 Ka. Điều này không có nghĩa là các hang động đã là nơi cư trú trong toàn bộ thời gian. Ngày nay nó nằm gần bờ biển, nhưng vào thời kỳ băng hà thì nó xa biển, và hang là nơi che chở cho người tiền sử.